# 燃えるキリン
『燃えるキリン』（The Burning Giraffe）は、サルバドール・ダリの絵画。バーゼル市立美術館に所蔵されている。
ダリは、1940年から1948年までのアメリカへの亡命生活の前にこの絵画を描いた。ダリは自身を非政治的であり「私はダリでありそれだけだ」と宣言したが、この絵画は母国での戦争との闘いを示している。特徴は、青い女にある開いた引き出しであり、後にダリが"Femme-coccyx"（尾骨の女）と表現している。これはダリにより高く評価されているジークムント・フロイトの心理分析手法にまで遡ることができる。ダリはフロイトを次の引用に示すように文明の大きな前進であると見なした。「不滅のギリシアと我々の時代の唯一の違いは、ギリシアの時代には単なる新プラトン的であった人体が精神分析によってのみ開かれる秘密の引き出しで満たされていることを発見したジークムント・フロイトである」。
この表現力豊かで支えられた女性にある開いた引き出しは、男性の内面の潜在意識を表している。ダリは、自身の言葉で、自身の絵画は「我々の引き出しの各々から上る多数の自己愛的なにおいをたどるために、ある洞察を説明するのに役立つ一種の寓話」を形成すると述べている。
真っ青な空と薄明りの空気のイメージが設定されている。手前には2人の女性の姿があり、1人は胸のように側から引き出しが開いている。2人は背中から突き出た未定義の男根の形（おそらくダリの以前の作品からの繰り返しのイメージである溶けた時計）を持ち、それは松葉杖のような物体により支えられている。最も近くにいる女性の手、前腕、顔は皮膚の下の筋肉組織まで剥ぎとられている。もう1人の女性が一片の肉を持っている。人にたんすを重ねることと松葉杖のような形は、ダリの作品によく見られる典型である。
遠くには背中が燃えているキリンがいる。ダリは1930年の映画『黄金時代』で最初に燃えるキリンのイメージを使用した。1937年に絵画The Invention of Monstersにも登場している。ダリはこのイメージを「男性的で宇宙の終末論的なモンスター」であると説明しており、戦争の予感であると考えていた。